# Dean Kukan
Dean Kukan, född 8 juli 1993 i Volketswil, är en schweizisk professionell ishockeyspelare (back). Han har representerat Schweiz juniorlandslag och Schweiz seniorlandslag vid flera tillfällen.

## Klubbar
- ZSC Lions 2006–2009, 2011
- GCK Lions 2009–2011
- Luleå HF 2011–2015
- Asplöven HC 2012 (lån)
- Tingsryds AIF 2012–2013 (lån)
- Lake Erie Monsters 2015–2016
- Cleveland Monsters 2016-